# Stellinghof
Stellinghof is een Vinex-nieuwbouwwijk gelegen in het Haarlemmermeerse dorp Vijfhuizen.
De wijk Stellinghof ligt ten zuiden van het oude dorp Vijfhuizen tussen Hoofddorp en Haarlem en is bekend vanwege de bijzondere architectuur. De wijk wordt globaal begrensd door het oude dorp in het noorden, de N205 (Drie Merenweg) in het oosten, het park de Groene Weelde in het zuiden en de Ringvaart in het westen. 
De Geniedijk en het Fort Vijfhuizen welke net buiten de wijk liggen zijn een onderdeel van de Stelling van Amsterdam. De wegen in de wijk zijn vernoemd naar onderdelen van vestingwerken zoals Schans, Ravelijn, Batterij, Donjon, Escarp, Redoute, Traverse en Flank.
De snelle busverbinding lijn 300 van het R-net (voorheen de Zuidtangent) heeft een halte in de wijk, wat tevens de enige bushalte in heel Vijfhuizen is.